# Kościół Najświętszej Maryi Panny Królowej Różańca Świętego w Wysokim Kole
Kościół Najświętszej Maryi Panny Królowej Różańca Świętego w Wysokim Kole – rzymskokatolicki kościół parafialny należący do parafii pod tym samym wezwaniem (dekanat czarnoleski diecezji radomskiej).

## Historia i architektura
Świątynia została wzniesiona w 1637 roku w stylu wczesnobarokowym dla zakonu dominikanów, a ufundował ją Stanisław Witowski, kasztelan sandomierski i starosta zwoleński. Kościół został ukończony po 1681 roku, natomiast konsekrowano go w 1694 roku. W XIX wieku świątynia została przebudowana. Po kasacie zakonu dominikanów, kościół przejściowo należał do reformatów. Od 1897 roku świątynia pełni funkcję kościoła parafialnego. Około 1910 roku budowla została odnowiona. W czasie I wojny światowej kościół został poważnie uszkodzony (częściowo została zburzona fasada i jedna z wież). Po zakończeniu wojny świątynia została odbudowana. Budowla jest murowana, orientowana i otynkowana. Świątynia składa się z trzech naw, wzniesiono ją  na planie prostokąta, w typie bazylikowym. Korpus nawowy jest trzyprzęsłowy, natomiast prezbiterium jest czworoboczne, jednoprzęsłowe, po bokach umieszczone są zakrystia i skarbczyk. Nad nimi znajdują się kaplice o tej samej wysokości co prezbiterium i nawy. Wchodzi się do nich schodami z naw bocznych. Elewacja frontowa jest ozdobiona dwiema wieżami, między którymi znajduje się kruchta. Nawy boczne otwierają się do nawy głównej arkadami filarowymi. Ściany wnętrza rozczłonkowane są parzystymi pilastrami. Sklepienia kolebkowe z lunetami, oparte są na gurtach. Kaplice otwierają się do prezbiterium i naw bocznych arkadami, nakrywają je kopuły na pendentywach z latarniami. Połączone są ze sobą gankiem, znajdującym się za ołtarzem głównym. Elewacja frontowa została przebudowana w XIX wieku i po 1915 roku. Wieże w przyziemiu są na planie kwadratu, z kolei powyżej są na planie ośmiokąta, a na najwyższej kondygnacji na planie koła.
Elewacja frontowa zwieńczona jest trójkątnym szczytem z bogatymi spływami wolutowymi i sterczynami. Elewacje świątyni charakteryzują się podziałami ramowymi.
Świątynia posiada bogate wyposażenie i wystrój wpisany do rejestru zabytków (w sumie 113 zabytków), między innymi najcenniejszy obraz Matki Bożej, znany ze swoich łask.